# Fontana dei Tritoni

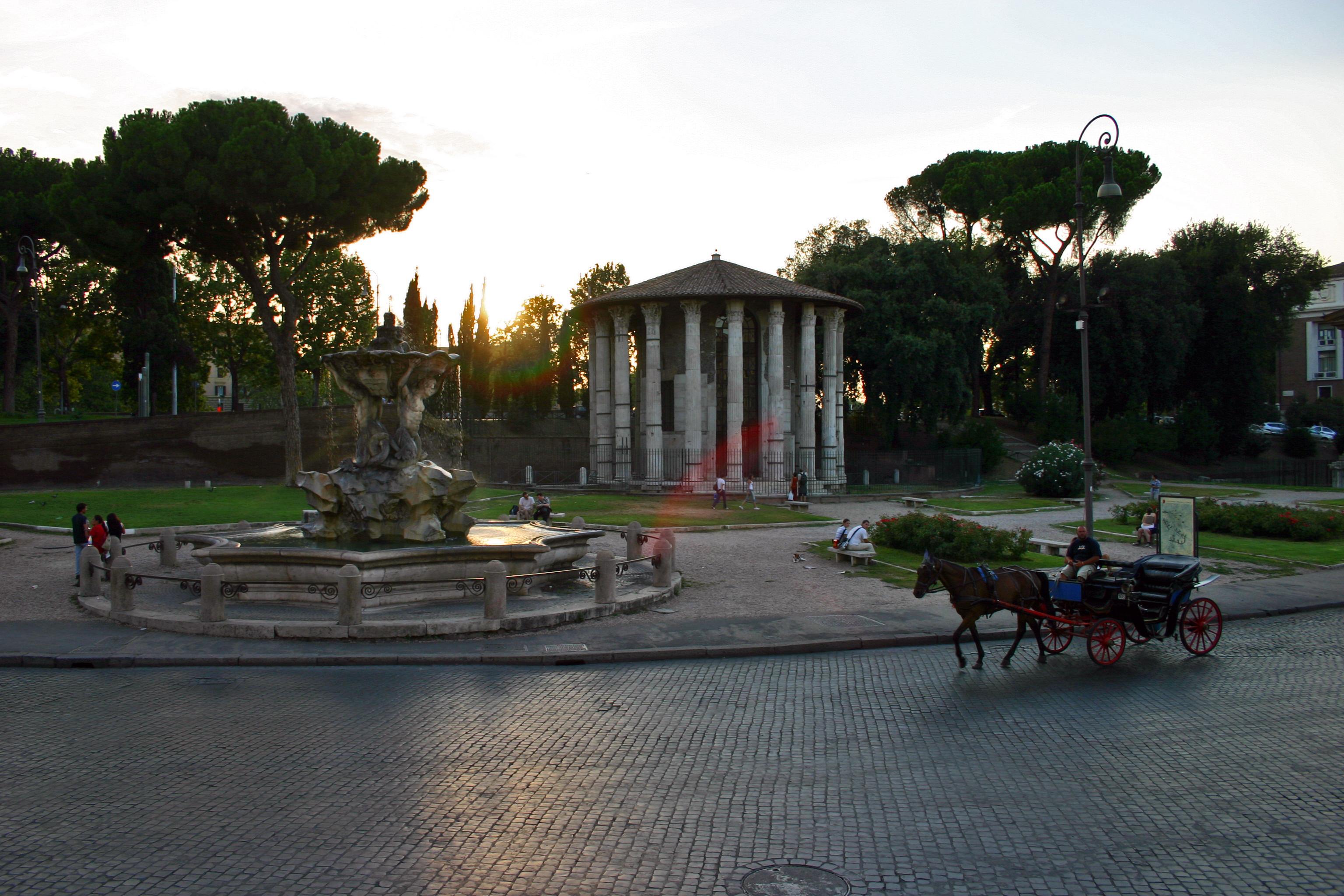
La fontana dei Tritoni, davanti al tempio di Ercole Vincitore

La fontana dei Tritoni si trova a Roma, in piazza della Bocca della Verità, di fronte alla basilica di Santa Maria in Cosmedin.

## Caratteristiche
La realizzazione, fin dal 1610, dell'ultimo acquedotto dell'Acqua Paola non aveva fatto passare in secondo piano i due costruiti qualche anno prima (l'”Acqua Vergine” nel 1570 e l'“Acqua Felice” nel 1587), e la possibilità di erigere altre fontane sulle loro diramazioni che erano state costruite per una distribuzione idrica più capillare sull'intera città. Un ramo secondario dell'Acqua Felice raggiungeva infatti anche la zona poco più a sud dell'isola Tiberina, dove, tra monumenti di epoca romana e medievale (l'arco degli Argentari, l'arco di Giano, il tempio di Ercole Vincitore, il tempio di Portuno e la basilica di Santa Maria in Cosmedin) papa Clemente XI volle che venisse edificato anche un monumento a sua memoria. In effetti non ha chiare motivazioni la ragione per cui il pontefice volle erigere la fontana in un'area poco abitata, abbastanza impervia e soggetta alle inondazioni del Tevere. La sua realizzazione suscitò infatti nei contemporanei diverse critiche per la scelta ritenuta poco felice della sua dislocazione.
Fu ultimata nel 1715 dall'architetto Carlo Francesco Bizzaccheri in occasione dei lavori di sistemazione della piazza davanti alla basilica. L'intera struttura, in travertino, è posta su un gradino circolare (delimitato da 16 colonnine unite da un'inferriata), all'interno del quale il disegno della vasca principale rappresenta un ottagono con i lati concavi o, se si preferisce, la stella a otto punte simbolo araldico della famiglia del pontefice (gli Albani). Al centro un gruppo di rocce (un elemento che riscosse un notevole successo dopo la fontana dei Quattro Fiumi) con ciuffi di vegetazione sul quale sono inginocchiati, con le code avvinghiate tra loro, due tritoni (opera di Francesco Moratti) con le braccia alzate che sorreggono sulle spalle una grande valva di ostrica con la funzione di catino sommitale, al cui centro zampilla l'acqua dal trimonzio. Tra i due tritoni lo stemma pontificio.
Originariamente quattro mascheroni gettavano acqua nella vasca principale, eliminati nel XIX secolo forse per la scarsità d'acqua che alimentava la fontana e che li avrebbe probabilmente lasciati asciutti. La fontana è infatti rimasta per molto tempo a secco, ma negli ultimi anni è stata ripristinata l'alimentazione idrica, sebbene piuttosto scarsa.
Gli ultimi restauri risalgono al 1994-1995 e al 2010.